# Exército Colaboracionista Chinês
O termo Exército Colaboracionista Chinês refere-se às forças militares dos governos fantoches fundados pelo Japão Imperial na China continental durante a Segunda Guerra Sino-Japonesa e a Segunda Guerra Mundial. Eles incluem os exércitos do Governo Provisório (1937–1940), Reformado (1938–1940) e Reorganizado da República da China (1940–1945), o qual absorveu os dois primeiros regimes.
Essas forças eram comumente conhecidas como tropas fantoches, mas receberam nomes diferentes durante sua história, dependendo da unidade e lealdade específicas, como Exército Nacional de Consolidação da Paz (和平建国军). No total, estimou-se que todas as forças chinesas colaboracionistas pró-japonesas combinadas tinham uma força de cerca de 683.000 homens.

## Governo Provisório
Originalmente, os japoneses não permitiam que o Governo Provisório da República da China de Wang Kemin tivesse um exército próprio e, em vez disso, contava com uma força policial de 5.000 homens para segurança. Em maio de 1938, foram dados passos para a formação de um exército real para seu governo, abrindo uma academia militar em Pequim, com uma admissão inicial de cem cadetes para um curso de um ano. Em fevereiro de 1939, foi aberta uma Escola de Treinamento para suboficiais com mil cadetes em um curso de seis meses. A força-alvo que o Governo Provisório queria atingir era de 13.200 homens divididos em 8 regimentos de infantaria, sendo seis deles formados em brigadas, comandados por um major-general chinês e um conselheiro japonês. Junto com os graduados das academias, que receberam o posto de tenente ou segundo tenente, também havia ex-oficiais nacionalistas e senhores da guerra. Além disso, havia também uma unidade de guarda-costas de 400 homens para Wang.
A ordem de batalha do Exército do Governo Provisório foi a seguinte:
- 1ª Brigada "Pequim" (Maj. Gen. Liu Fengzhi)
  - 1º Regimento (Pequim)
  - 2º Regimento (Tongzhou)
- 2ª Brigada "Baoding" (Maj. Gen. Huang Nanbeng)
  - 3º Regimento (Paotingfu)
  - 4º Regimento (Chengtingfu)
- 3ª Brigada "Kaiping" (Maj. Gen. Lu Zhensheng)
  - 5º Regimento (Kaiping)
  - 6º Regimento (Tangshan)
- 7º Regimento Independente "Tianjin" (Cel. Sun Zhizhang)
- 8º Regimento Independente "Jinan" (Cel. Ma Wenzhi)

## Governo Reformado

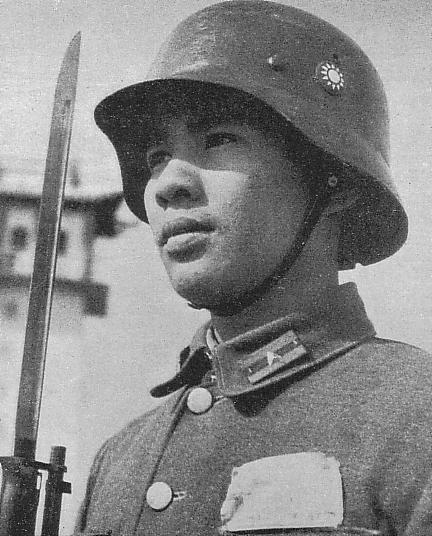
Um soldado do Exército de Nanjing usando o capacete de aço alemão M35.

O mal organizado Governo Reformado da República da China, que administrou as zonas ocupadas na China central, levantou uma força armada mínima de qualidade geralmente ruim. Em dezembro de 1938, o Ministro da Pacificação Ren Yuandao anunciou que o exército consistia em 10.000 soldados. Uma academia militar foi estabelecida com 320 cadetes com idades entre dezoito e vinte e cinco anos, com a intenção de criar uma nova classe de oficiais "não contaminada" por serviço anterior no Exército Nacionalista e leal ao Governo Reformado. O curso de treinamento de um ano foi ministrado por oficiais japoneses. No entanto, seu treinamento foi interrompido porque o exército expandido, que contava com 30.000 homens em novembro de 1939, precisava de oficiais. Sua qualidade era baixa, pois os relatórios indicavam que as tropas do Governo Reformado fugiam dos guerrilheiros que enfrentavam.
O Exército do Governo Reformado foi inicialmente organizado da seguinte forma:
- 1º Distrito de Pacificação – províncias de Zhejiang e Jiangxi
- 2º, 3º e 4º Distritos de Pacificação – regiões ao sul do rio Yangtzé
- 5º Distrito de Pacificação - regiões ao norte do rio Yangtzé

Além disso, um "corpo de patrulha aquática" foi criado em junho de 1939 para policiar o litoral e as vias navegáveis interiores. Era comandado pelo Vice-Almirante Xu Jianding, ex-comandante do Esquadrão Yangtzé da marinha nacionalista. Uma escola de treinamento da polícia aquática foi estabelecida com 150 cadetes treinados por 30 instrutores japoneses e 30 chineses. No entanto, tinha poucos navios para cumprir sua missão. Também havia planos para formar uma força aérea e vários planadores de treinamento foram comprados do Japão, mas esses planos nunca se concretizaram quando o Governo Reformado se fundiu com o recém-formado Governo Nacional Reorganizado da China como o Exército Nacional de Consolidação da Paz em 1940.

## Governo de Nanjing

### Exército

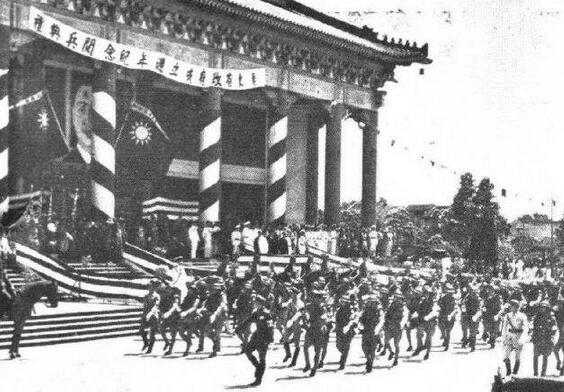
Soldados durante o desfile do primeiro aniversário da fundação do governo de Nanjing, 1941.

Durante sua existência, o Governo Nacional Reorganizado da República da China colocou em campo uma força que foi estimada por fontes ocidentais entre 300.000 e 500.000 homens. Wang Jingwei planejou inicialmente levantar uma força de doze divisões sob seu comando pessoal, embora a maioria das tropas do governo de Nanjing estivessem apenas sob seu controle nominal durante a guerra. Todos os assuntos militares eram teoricamente administrados pela Comissão Militar Central, mas na realidade o corpo era amplamente simbólico e tinha pouca autoridade. Os comandantes do Exército Nacional de Consolidação da Paz foram capazes de operar sem muita interferência do governo de Wang e, em muitos casos, eram ex- senhores da guerra ou oficiais do Exército Nacionalista de Chiang Kai-shek. Wang inicialmente recrutou suas tropas de ex-soldados nacionalistas e das tropas fantoches que haviam servido anteriormente aos governos provisório e reformado, ambos unidos sob o comando de Wang. No "Acordo de Assuntos Militares Japão-China" assinado pelo Japão e o Governo Nacional Reorganizado, os japoneses concordaram em treinar e equipar um número não especificado de divisões para o Exército Nacional de Consolidação da Paz. Eles receberam equipamentos nacionalistas em sua maioria capturados, juntamente com pequenas quantidades de armas japonesas.

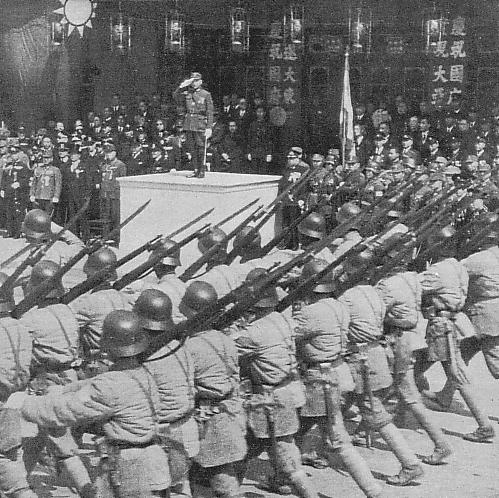
Soldados durante o desfile do terceiro aniversário da fundação do governo de Nanjing, 1943.

Seus conselheiros japoneses viam o exército como uma força estritamente de infantaria, fornecendo-lhe apenas o mínimo de artilharia e blindados, e o pouco que recebiam era usado principalmente pelas três divisões da Guarda da Capital de Wang. O principal tipo de artilharia em uso pelo Exército Nacional de Consolidação da Paz eram os morteiros médios, com 31 canhões de campanha (incluindo canhões de montanha Modelo 1917) sendo usados pelas divisões da Guarda. Os japoneses forneceram 18 tankettes Tipo 94 em 1941 para que o regime de Wang Jingwei tivesse pelo menos uma força blindada simbólica. Os registros indicam que o Exército Nacional de Consolidação da Paz também recebeu 20 carros blindados e 24 motocicletas. Como havia poucas fábricas no território do governo de Nanjing, este teve que contar com armas capturadas de tropas nacionalistas e aquelas fornecidas pelo Japão. Devido a isso, a qualidade e a quantidade de armas portáteis usadas pelo Exército Nacional de Consolidação da Paz variaram muito. Dois dos fuzis mais usados foram a versão chinesa do Mauser 98k e o Hanyang 88, embora vários outros tipos também tenham chegado ao exército. Em 1941, os japoneses venderam cerca de 15.000 fuzis Carcano capturados e 30.000 novos fuzis Arisaka, que foram entregues às melhores unidades do Exército Nacional de Consolidação da Paz. Vários modelos de metralhadoras também foram usados, incluindo a metralhadora leve tcheca ZB-26 e a metralhadora pesada Tipo 3. Mesmo quando as tropas de Nanjing estavam armadas decentemente, a quantidade de munição que recebiam era limitada, porém mais tarde na guerra o regime de Nanjing estava produzindo algum equipamento em suas próprias fábricas.

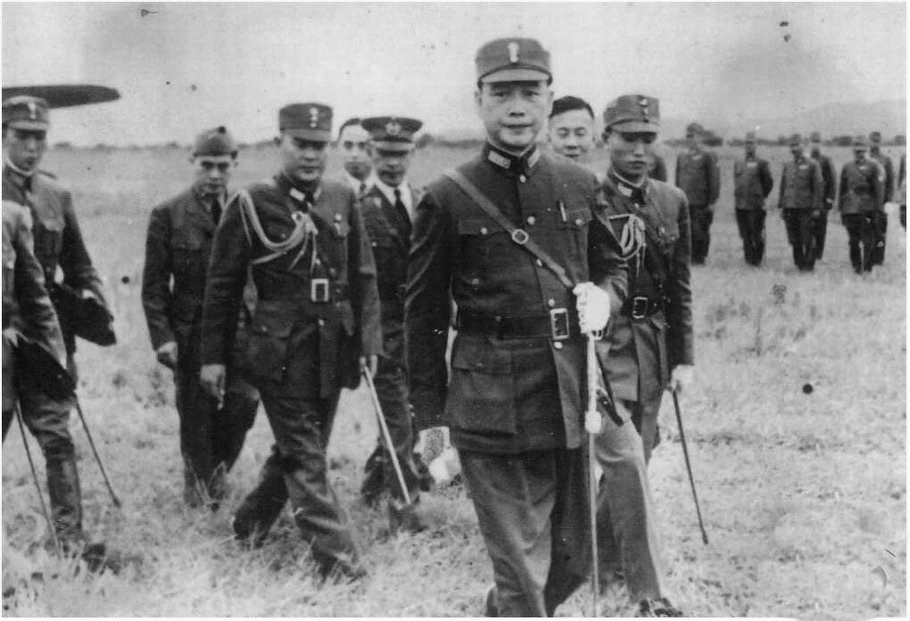
Wang Jingwei com oficiais do exército.

Entre os alvos de recrutamento pelo governo nacionalista de Nanjing e pelos japoneses estavam ex-oficiais senhores da guerra do período de 1911-1928. Devido à lealdade pessoal das tropas chinesas a seus comandantes, vários generais nacionalistas chineses que desertaram trouxeram seus exércitos com eles. Muitas unidades nacionalistas desertaram por ordem de Chiang Kai-shek a fim de preservá-las para a guerra posterior contra os comunistas chineses, a qual ele sabia que lutaria após a derrota do Japão. Como resultado, o Exército Nacional de Consolidação da Paz nunca foi totalmente confiável devido à sua lealdade suspeita e, portanto, recebeu armas pesadas limitadas, mas o agravamento da situação de guerra para o Japão significou que eles tiveram que confiar nele com mais frequência e, portanto, as unidades de Nanjing receberam melhores equipamentos. Essas tropas foram usadas principalmente para defender locais importantes e para combater os guerrilheiros comunistas. Além disso, muitas unidades locais irregulares também foram formadas, incluindo milícias, voluntários e guardas rurais, que foram formados principalmente para combater os guerrilheiros. No entanto, sua qualidade era muito baixa devido ao treinamento limitado e à falta de armas, e eles eram considerados pouco confiáveis.

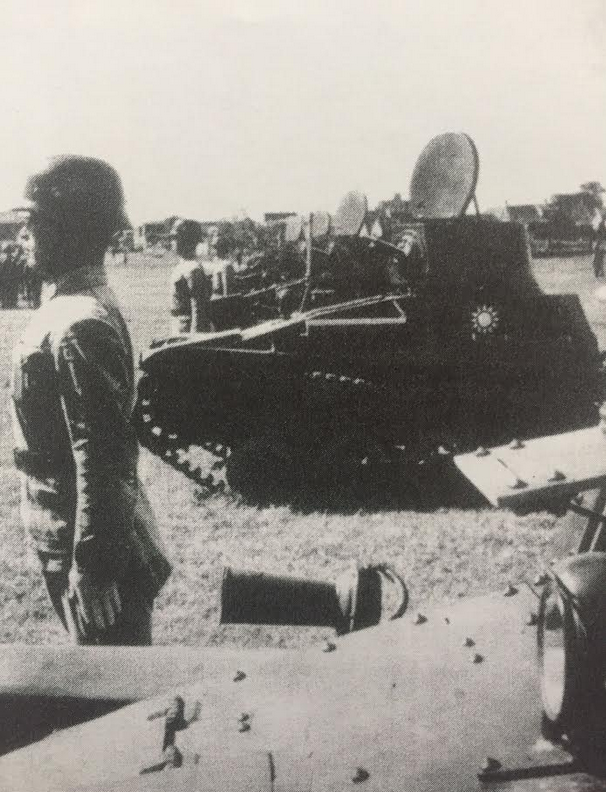
Uma fila de tanquetes Tipo 94 durante um desfile, identificados pelo emblema do sol azul e branco na lateral

As unidades consideradas as mais confiáveis e leais por Wang Jingwei incluíam as três divisões da Guarda em Nanjing (cerca de 10.000 homens por divisão), o 1º Exército de Frente (cerca de 20.000 homens), baseado em todo o Baixo Yangtzé, e o Corpo de Polícia Fiscal (cerca de 3.000 homens), que foram criados pessoalmente por Zhou Fohai e eram leais a ele. As Divisões de Guardas da Capital foram formadas a partir de uma brigada independente criada em maio de 1941 em Nanjing, a qual foi considerada um sucesso e elevada ao tamanho de uma divisão. Pouco tempo depois, outras duas divisões foram criadas. Essas unidades da Guarda receberam os melhores equipamentos, armas e uniformes, com uma lealdade pessoal ao próprio Wang. O Corpo de Polícia Tributária foi criado em Xangai pelo ministro das Finanças Zhou Fohai para sua própria proteção e devia lealdade a ele, e ele procurou elevar sua qualidade à de uma divisão regular do Exército Imperial Japonês. Ela aumentou de tamanho de 3.000 para cerca de 20.000 homens. Eles, como as divisões da Guarda da Capital de Wang, receberam alguns dos melhores suprimentos e foram altamente considerados entre as melhores unidades do regime de Nanjing. Mais tarde, eles foram transferidos de Xangai e usados para combater guerrilheiros. O moral e a confiabilidade das unidades médias do Exército Nacional de Consolidação da Paz dependiam de sua localização. Relatórios de inteligência de 1944 indicam que as unidades que estavam estacionadas perto de Nanjing e recebiam ordens do governo de Wang Jingwei eram mais eficazes e motivadas do que aquelas que estavam mais distantes e comandadas por outros.

#### Organização

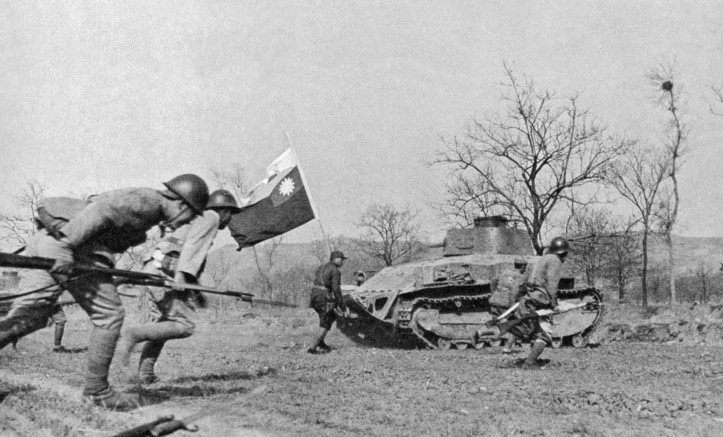
O Exército de Consolidação da Paz em manobra com um tanque japonês Tipo 89 I-Go.

A organização divisional padrão do Exército Nacional de Consolidação da Paz era a seguinte:
- 1 companhia de quartel-general
- 3 regimentos de infantaria (3 batalhões de 3 companhias cada)
- 1 bateria de artilharia de montanha
- 1 companhia de engenharia
- 1 unidade de comunicações

No entanto, essa estrutura raramente era seguida e havia uma disparidade nos tamanhos das diferentes unidades. Por exemplo, algumas unidades chamadas de "exércitos" tinham uma força de alguns milhares de homens, enquanto outras chamadas de "divisões" tinham mais de 6.000. Apenas as divisões de guardas de elite em Nanjing realmente seguiram a estrutura padrão. A fim de melhorar a organização, uma estação central sem fio foi construída em Nanjing e postos de retransmissão menores em toda a China ocupada também foram estabelecidos para melhorar as comunicações entre o estado-maior e as unidades periféricas. Em janeiro de 1943, foi relatado que as unidades dentro e ao redor de Nanjing foram organizadas em um "Exército de Defesa Metropolitano" de cerca de 30.000 homens, consistindo nas três divisões de Guarda. Relatórios de outubro de 1943 afirmavam que a força do Exército Nacional de Consolidação da Paz no sul e centro da China era de 42 divisões, 5 brigadas independentes e 15 regimentos independentes. As informações sobre o Exército Nacional de Consolidação da Paz estão incompletas e é impossível criar uma imagem completa da ordem de batalha do regime de Wang Jingwei. Houve estimativas diferentes para o número total de tropas, variando de 300.000 a até 683.000.
Com efeito, a maioria das forças militares no norte da China que faziam parte do Exército Nacional de Consolidação da Paz estavam realmente sob a autoridade do semiautônomo Conselho Político do Norte da China, liderado pelo ex-líder do Governo Provisório Wang Kemin. Em 1940, foi relatado que a força total das unidades no norte da China era de 22 regimentos, junto com 8 regimentos independentes e de treinamento. Como resultado de uma campanha de recrutamento em novembro de 1940, o exército do Conselho Político do Norte da China aumentou de 26.000 para 41.000 homens. O número de policiais fantoches na região era de cerca de 135.000 e milícia local cerca de 200.000. Após uma reforma em 1942, o exército aumentou para 30 regimentos. A estrutura regimental das forças do Conselho do Norte da China era a seguinte:
- 3 batalhões de infantaria
- 1 companhia de metralhadoras
- 1 companhia de morteiros
- 1 pelotão de cavalaria
- 1 companhia de comunicações

A primeira academia militar do Exército Nacional de Consolidação da Paz foi estabelecida antes do governo, em 1939, perto de Xangai, para treinar as forças dos governos fantoches anteriores. A academia foi inicialmente comandada por Ye Peng, um ex-oficial nacionalista, e incluía 800 cadetes divididos em dois batalhões. A academia recebeu alguns dos melhores equipamentos dos japoneses e pretendia permitir a rápida expansão do Exército Nacional de Consolidação da Paz. Em setembro de 1941, uma Academia Militar Central foi estabelecida em Nanjing com uma matrícula inicial de mil cadetes com idades entre dezoito e vinte e cinco anos. O curso de treinamento foi oferecido por dois anos antes deles ingressarem no exército como oficiais subalternos, e Wang contratou oficiais japoneses da reserva para servir como instrutores. Relatórios de inteligência dos EUA indicam que mais tarde eles formaram uma filial da Academia Militar Central em Cantão e outra academia militar em Pequim, esta última provavelmente usada para preparar oficiais para as unidades sob a autoridade do Conselho Político do Norte da China.

#### Operações

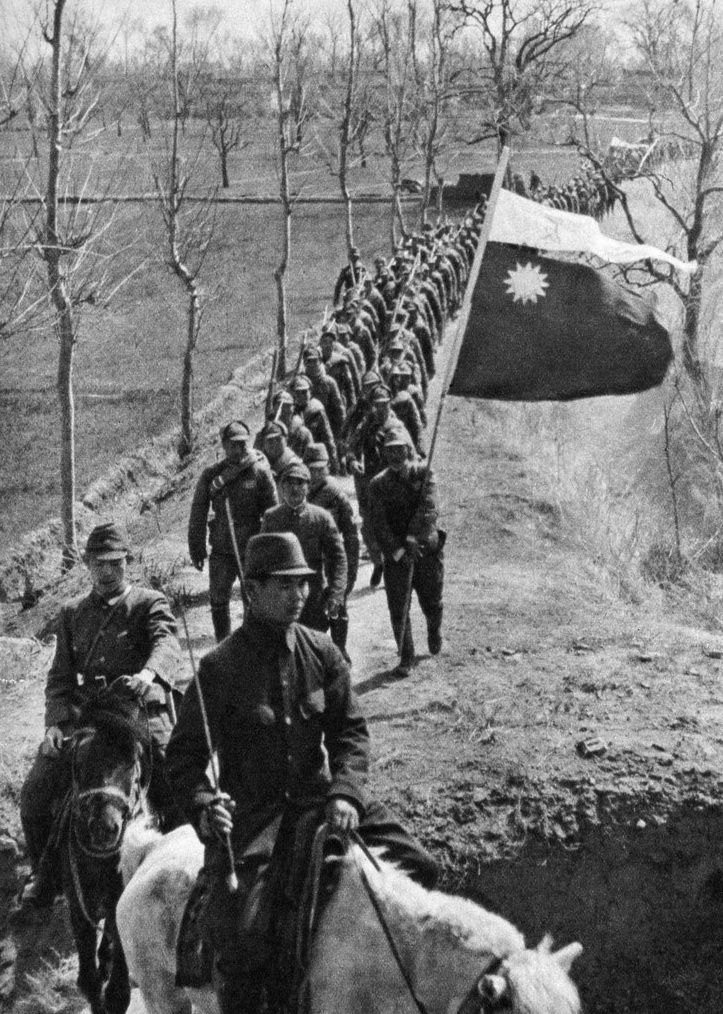
Cavalaria do Exército de Nanjing em Henan.

A maior parte do trabalho realizado pelo Exército Nacional de Consolidação da Paz foi de guarda e policiamento nos territórios ocupados, a fim de liberar as tropas do Exército Imperial Japonês para lutar em frentes mais importantes. Uma de suas principais tarefas era combater os guerrilheiros comunistas que lutavam nas zonas ocupadas. A outra tarefa principal era fornecer apoio às unidades do exército japonês durante suas campanhas. Informações sobre os detalhes exatos de suas operações permanecem vagas e difíceis de encontrar, no entanto, sabe-se que eles participaram de várias ações importantes durante a guerra contra os guerrilheiros comunistas e o Exército Nacionalista. Sua primeira grande operação de pacificação ocorreu a leste e nordeste de Suzhou em maio de 1941. Eles lutaram em apoio às forças japonesas contra o Novo Quarto Exército comunista e causaram pesadas baixas aos insurgentes antes que eles se retirassem da área. No outono, a operação foi considerada um sucesso. De 1941 a 1944, as tropas militares de Wang lutaram com as forças japonesas em uma campanha para eliminar os insurgentes nacionalistas na área entre Hangzhou e o rio Yangtzé. No final da guerra, com a inevitável derrota do Japão, várias unidades do exército se redistribuíram na região do Baixo Yangtzé por ordem do presidente Chen Gongbo.
Após a rendição do Japão em agosto de 1945, o governo de Nanjing caiu rapidamente e poucas unidades militares permaneceram leais a ele. Entre eles estavam os cadetes da Academia Militar Central, que construíram fortificações em Nanjing antes do início das lutas entre as facções pró-Chen Gongbo e pró-Chiang Kai-shek. A maioria das unidades de Nanjing, no entanto, se rendeu pacificamente e se juntou aos nacionalistas. Alegadamente, as Divisões de Guardas e alguns dos cadetes da Academia Naval de Xangai mais tarde se destacaram lutando pelos nacionalistas durante a Guerra Civil Chinesa.

### Marinha

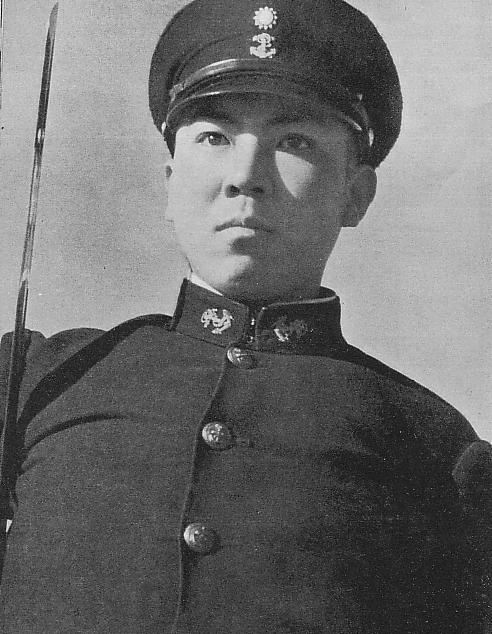
Um cadete da academia naval de Xangai.

Bandeira naval do regime de Nanjing (1940-1945).

A Marinha do Governo Nacional Reorganizado foi criada pela primeira vez em 13 de dezembro de 1940 pelos japoneses, com uma cerimônia de inauguração em Weihaiwei. Estiveram presentes oficiais, incluindo o vice-chefe do estado-maior naval, Zhang Xiyuan, juntamente com o comandante das forças navais japonesas que operam no norte da China. Vários ex-navios da marinha nacionalista foram entregues pelo Japão, juntamente com várias bases navais, incluindo Weihaiwei e Qingdao. Há relatos de que os antigos cruzadores nacionalistas Ning Hai e Ping Hai foram entregues à Marinha de Nanjing pelo Japão e foram comissionados em uma grande cerimônia, tornando-se úteis ferramentas de propaganda. Eles foram usados até 1943, quando a Marinha Imperial Japonesa os tomou para uso próprio. Em 1944, a Marinha de Nanjing estava sob o comando direto do Ministro da Marinha Ren Yuandao e funcionava principalmente como uma força de patrulha costeira.
Naquela época, foi relatado que a força total da Marinha de Nanjing era de 19 navios de guerra, 12 canhoneiras, 24 canhoneiras especiais e 6 embarcações de pesquisa. Havia também 37 pequenas embarcações em construção desde 1942. A marinha também incluía dois regimentos de fuzileiros navais, um baseado em Cantão e outro em Weihaiwei. Uma Academia Naval também foi criada em Xangai. O uniforme da marinha era o mesmo da Marinha Imperial Japonesa. Os praças usavam macacão branco, calça e cobertura com o suéter com uma grande gola azul com borda branca e o nome do navio do marinheiro em chinês. Os oficiais usavam jaquetas e calças brancas com quepe branco. Oficiais de alta patente usavam túnicas pretas. Esta foi usado com calças e quepes pretos com detalhes dourados e um distintivo de tecido no quepe. A insígnia era uma coroa de flores com uma âncora dourada junto com um céu azul e uma insígnia do sol acima dela.

### Força Aérea

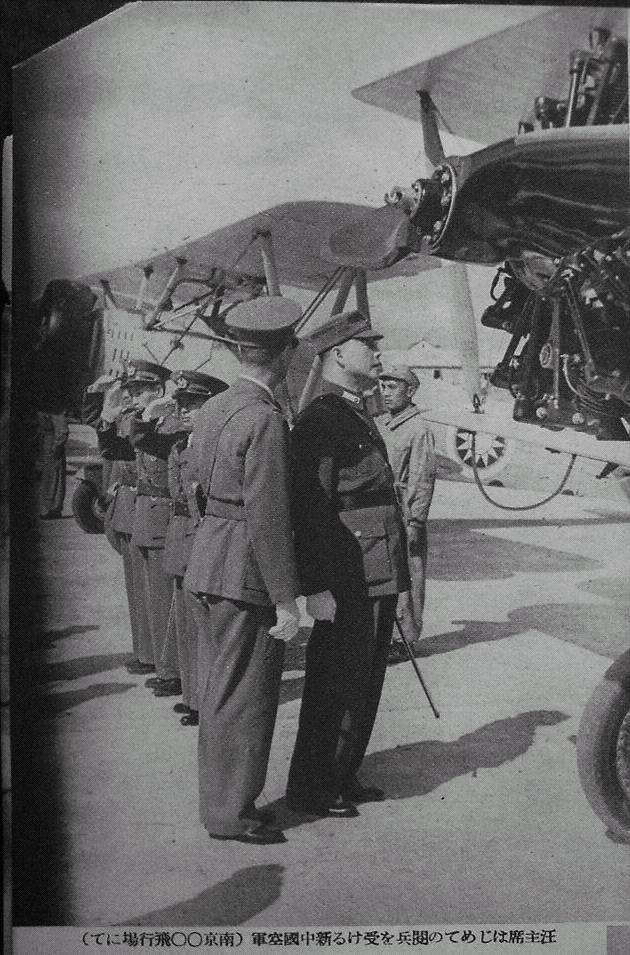
Wang Jingwei inspeciona aeronaves de fabricação japonesa de sua força aérea.

Rodela.

A força aérea do governo de Nanjing foi formada pela primeira vez em maio de 1941 com a fundação de uma Escola de Aviação que acolheu cem cadetes, e suas primeiras aeronaves – três aviões de treinamento Tachikawa Ki-9 – foram recebidas nessa época. Os japoneses eventualmente forneceram mais aviões de treinamento Ki-9s e avançados Tachikawa Ki-55 em 1942, além de alguns transportes, incluindo um Fokker Super Universal como transporte pessoal de Wang Jingwei, e vários transportes médios Mitsubishi Ki-57 e leves Tachikawa Ki-54c. Junto com eles havia também um transporte L2D3 e aviões de oito passageiros Nakajima Ki-34. Wang Jingwei planejava expandir a força aérea e formar um esquadrão de caças com alguns caças Nakajima Ki-27. No entanto, os japoneses não confiavam na Força Aérea de Nanjing o suficiente para dar-lhes qualquer aeronave de combate, temendo que os pilotos pudessem desertar para os nacionalistas com eles. O moral estava aparentemente baixo e vários pilotos da Força Aérea de Nanjing fizeram contatos com o serviço de inteligência nacionalista. Algumas deserções de pilotos também ocorreram, embora o número exato seja desconhecido.
A única aeronave ofensiva que a Força Aérea de Nanjing possuía eram dois bombardeiros Tupolev SB, os quais haviam sido pilotados por pilotos nacionalistas desertores. Em setembro de 1940 outro desertou, pilotado pela tripulação do capitão Zhang Diqin e dos tenentes Tang Houlian e Liang Wenhua. Eles receberam uma recompensa monetária substancial por suas deserções.
Um uniforme inteiramente novo foi projetado para a Força Aérea, mas era restrito aos oficiais em cargos de comando. Consistia em um quepe pontiagudo cáqui, jaqueta de lã com gola aberta usada com camisa branca e gravata preta, junto com calças de lã cáqui usadas com sapatos de couro. O quepe pontiagudo tinha uma faixa de ouro em volta e um distintivo dourado com uma hélice alada montada em uma coroa de flores.
| Aeronave               | Origem                | Tipo                | Variante            | Em serviço          | Notas                                              |                     |
| aeronave de combate    | aeronave de combate   | aeronave de combate | aeronave de combate | aeronave de combate | aeronave de combate                                | aeronave de combate |
| ---------------------- | --------------------- | ------------------- | ------------------- | ------------------- | -------------------------------------------------- | ------------------- |
| Tupolev SB             | União Soviética       | bombardeiro         | SB-2                | 2                   | Pilotados por tripulações nacionalistas desertoras |                     |
| Transporte             |                       |                     |                     |                     |                                                    |                     |
| Fokker Super Universal | United States/ Canada | transporte          |                     | 1                   |                                                    |                     |
| Beechcraft-17          | United States         | transporte          |                     | 1                   |                                                    |                     |
| Showa/Nakajima L2D     | Japan                 | transporte          | L2D3                | 1                   |                                                    |                     |
| Mitsubishi Ki-57       | Japan                 | transporte          |                     | 1+                  |                                                    |                     |
| Nakajima Ki-34         | Japan                 | transporte          |                     | 1+                  |                                                    |                     |
| Tachikawa Ki-54        | Japan                 | transporte          |                     | 3                   |                                                    |                     |
| Treinador              |                       |                     |                     |                     |                                                    |                     |
| Tachikawa Ki-9         | Japan                 | treinador           |                     | 3                   |                                                    |                     |
| Tachikawa Ki-55        | Japan                 | treinador avançado  |                     | 1+                  |                                                    |                     |
| Avro 504               | United Kingdom        | treinador           |                     | 1+                  |                                                    |                     |

### Polícia

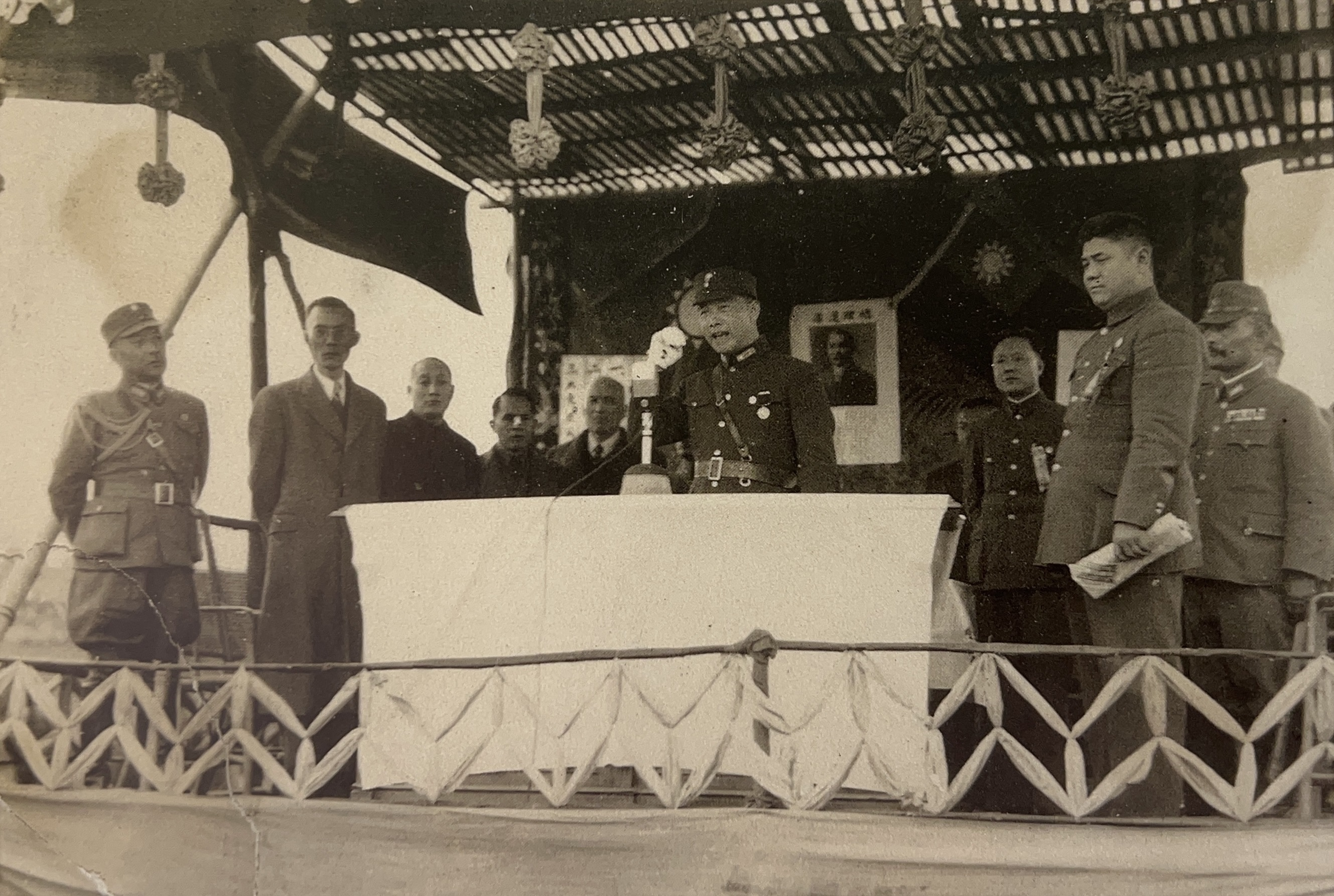
Wang Jingwei, em uniforme militar, fazendo um discurso enquanto cercado por oficiais japoneses. Uma foto de Sun Yat-sen é exibida ao fundo.

Os japoneses levantaram várias unidades policiais e milícias locais para manter a ordem. Muitas dessas organizações receberam nomes como "comitê de pacificação" ou outros. No norte da China, havia 63.000 policiais locais, ou cerca de 130 por distrito. Além disso, havia uma polícia de segurança interna composta por 72.000 homens, ou cerca de 200 por distrito, embora seu papel fosse ambíguo. Fontes relatam que diferentes milícias atingiram uma força total de cerca de 200.000 no norte da China, embora estivessem muito mal armadas. Outras milícias incluíam guardas rurais e voluntários, conhecidos coletivamente como "Corpo de Preservação da Paz".
Em Xangai, o "Governo do Grande Caminho" montou sua própria força policial para manter a ordem pública na cidade após a retirada do Exército Nacionalista após a Batalha de Xangai. A primeira polícia foi estabelecida sob a liderança de Zhang Songlin, ex-comandante da polícia da província de Jiangsu. Impostos foram cobrados sobre importações e exportações para fornecer o financiamento para esta nova força. Essa nova força policial de Xangai aceitava qualquer pessoa, incluindo ex-criminosos que haviam sido libertados pelos nacionalistas em retirada e, portanto, era considerada totalmente não confiável pelos japoneses. Foi registrado que a força cometeu muitos crimes e foi encorajada a roubar o dinheiro dos cidadãos porque eles não eram pagos quase nada. A polícia muitas vezes fazia vista grossa quando os crimes eram cometidos por terceiros em troca de suborno. Os esforços para melhorar o seu desempenho incluíram a criação de um curso de formação de cadetes que acolheu 300 cadetes. Ele cresceu de uma força inicial de 64 homens após sua criação em 1938 para 6.125 policiais em fevereiro de 1939 e tinha 11 sucursais, 5 delegacias de polícia e 8 unidades especiais, incluindo um centro de treinamento, corpo de polícia fluvial e um hospital. A polícia de Xangai continuou a funcionar após a criação do governo de Wang Jingwei e a dissolução da autoridade municipal do Grande Caminho, e aumentou ainda mais para 7.501 homens em janeiro de 1941.
Um Comando da Gendarmaria também foi organizado em Pequim.

## Outras unidades militares
Havia inúmeras outras unidades colaboracionistas que operavam em outras partes da China sob o comando dos japoneses. As mais notáveis foram as forças armadas do Estado-fantoche separado de Manchukuo, junto com unidades menores, como o Exército de Hopei Oriental (1935–37, posteriormente fundido com o Exército do Governo Provisório), e o Exército da Mongólia Interior, operando principalmente no Estado-fantoche de Mengjiang (que se tornou uma região autônoma do Governo Nacional Reorganizado, mas era independente de fato).